# 철원 승일교
철원 승일교(鐵原 昇日橋)는 대한민국 강원특별자치도 철원군 동송읍(東松邑) 장흥리(長興里)와 갈말읍(葛末邑) 내대리(內垈里)를 잇는 한탄강의 다리로 지방도 제463호선에 속해 있다. 고석정인근에 있으며, 대한민국의 국가등록문화재 제26호로 지정되어 있다. 현재 본 교량은 노후화가 심한 탓에 보행자하고 자전거에 한해서만 이용이 가능하며, 차량은 1999년 개통된 한탄대교를 이용해야 한다.

## 건설 과정
일제 패망 직후, 철원군 일원이 소련군정을 거쳐 조선민주주의인민공화국의 실효 지배 영역에 속하던 1948년 한탄교(漢灘橋)라는 이름으로 착공되었다. 철원농업전문학교 토목과장이었던 김명여의 설계로 러시아식 공법의 아치교로 설계된 이 다리는 동송읍 쪽의 아치교각만 완성된 상태에서 한국 전쟁으로 공사가 중단되었다가 1952년 주한 미군 79공병대와 대한민국 국군 62공병대가 갈말읍 쪽 교각과 보를 완성, 1958년 개통하고 승일교라는 이름을 붙였다.

## 명칭의 유래
철원군 지역 주민들 사이에는 김일성이 시작하고 이승만이 끝냈다고 하여 이승만의 '승(承)'자와 김일성의 '일(日)'자를 한자씩 따서 승일교(承日橋)라 했다는 설과 '김일성을 이기자'고 해서 승일교(勝日橋)라고 했다는 설하고, 현재 정설로 받아들여지는 것은 한국 전쟁 중 큰 공적을 세우고 조선인민군에게 포로로 잡혀간 연대장 박승일(朴昇日, 1920년 ~ 몰년 미상) 대령의 공적을 기리기 위해 그의 이름을 따서 승일교(昇日橋)라고 지어졌다는 설이 있다. 1985년 세워진 승일교 입구의 기념비에도 이를 정설로 소개하고 있으며, 비슷한 사례로 같은 시기에 포로로 끌려간 연대장 고근홍 대령의 이름을 따서 지은 경기도 포천시 영북면의 근홍교가 있다.

## 일화
유홍준이 지은 《나의 문화유산답사기》2권 '산은 강을 넘지 못하고'에 승일교를 소개한 내용이 있다. 1995년 박승일(朴昇日) 대령의 유족은 서울중앙지방법원에 이 책의 출판사인 창작과 비평사를 상대로 이 책에 대한 출판 금지 가처분 신청을 하였다. 유족은 철원군의 승일교는 박승일 대령을 추모하기 위해서 '昇日橋'라고 명명되었는데 책에서는 이승만(李承晩)과 김일성(金日成)의 이름에서 유래한 '承日橋'가 맞는 명칭이라고 기술하고 있어 박승일 대령의 명예를 훼손했다고 주장하였다. 재판부는 출판사가 1 ~ 8판까지의 책을 수거하고 9판부터 해당 부분을 수정하여 출판하고 있는 사실을 인정하여 원고의 청구를 기각하였다.

## 현지 안내문

### 한글 설명
철원 승일교
鐵原 昇日橋
국가등록문화재 제26호
철원 승일교는 1948년 8월 북한이 착공하여 1958년 12월 3일에 남한이 완공한 다리이다. 시작과 완성의 시공법과 주체가 달라 아치의 크기 등 교각의 모양이 겉으로 구별된다. 분단과 한국 전쟁이 빚은 독특한 의의가 있다. 승일교가 완공되기 전에는 남한군이 임시로 목조 다리를 놓아 통행하였다. 지금은 승일교를 보행자 전용으로 사용하고 바로 옆에 한탄대교를 개설하여 차량이 통행하도록 하고 있다.
북한이 이 지역을 점거하던 때, 동송읍 장흥리와 철원 및 김화 지역의 주민을 ‘노력공작대’라는 이름으로 동원하여 공사를 시작하였다. 다리의 절반 정도를 시공하였을 무렵 한국 전쟁으로 인해 공사가 중단되었다. 수복 이후 남한이 다른 공법을 사용하여 나머지 구간을 공사하고 완성하면서 ‘승일교’라고 이름하였다. 이 이름에는 두 가지 유래가 전해져 온다. 하나는 당시 남한과 북한의 통치자 이름을 한 글자씩 따왔다는 것이다. 곧 이승만의 ‘승’ 김일성의 ‘일’을 합하여 부르는 말이라고 한다. 다른 하나는 한국 전쟁에서 전사한 박승일 장군의 희생을 기리기 위하여 그의 이름을 따와서 지었다는 이야기이다.

### 영문 설명
Seungilgyo Bridge, Cheorwon
National Registered Cultural Heritage No. 26 
Seungilgyo Bridge, which spans the Hantangang River, was built in the 1940s and 1950s. It is an important symbol of the unique history of the Cheorwon area, which was overseen by North Korea after Korea’s liberation from Japanese colonial rule in 1945 but was then taken by South Korea during the Korean War (1950-1953).
There is story about the construction of the bridge. The story is that construction began in August 1948 by a group of local workers mobilized by the North Korean government from the areas of Cheorwon and Gimhwa. However, due to the outbreak of the Korean War, the construction stopped when it was only halfway completed. After the war, the other half of the bridge was completed by South Korean authorities and opened on December 3, 1958. 
There are two legends about the origin of the bridge’s name. First is that it borrows characters from the names of the leaders of South and North Korea at the time, Syngman Rhee and Kim Il-sung. The other is that the bridge was named after General Park Seung-il, who was killed in action during the Korean War, to honor his distinguished service.
In 1999, when the Hantandaegyo Bridge was completed, this arched bridge was turned into a pedestrian-only bridge. It is 35 m high, 120 m long, and 8 m wide.